# Adam West
William West Anderson, cunoscut sub numele de Adam West, (n. 19 septembrie 1928, Walla Walla⁠(d), Washington, SUA – d. 9 iunie 2017, Los Angeles, California, SUA) a fost un actor american cunoscut în primul rând pentru rolul Batman din seria ABC cu același nume din anii 1960 și din filmul omonim din 1966.
West a început să joace în filme în anii 1950. A jucat alături de Chuck Connors în Geronimo (1962) și de The Three Stooges în The Outlaws Is Coming (1965). A apărut, de asemenea, în filmul science fiction Robinson Crusoe on Mars (1964) și a avut un rol de voce în The Fairly OddParents (2003–2017), The Simpsons (1992, 2002) și Family Guy (2000–2018), jucând versiuni fictive ale lui în toate cele trei.  La sfârșitul carierei sale, West a jucat în două filme de animație direct-pe-video, Batman: Return of the Caped Crusaders și Batman vs. Two-Face, cel din urmă a fost lansat postum.

## Filmografie

### Film

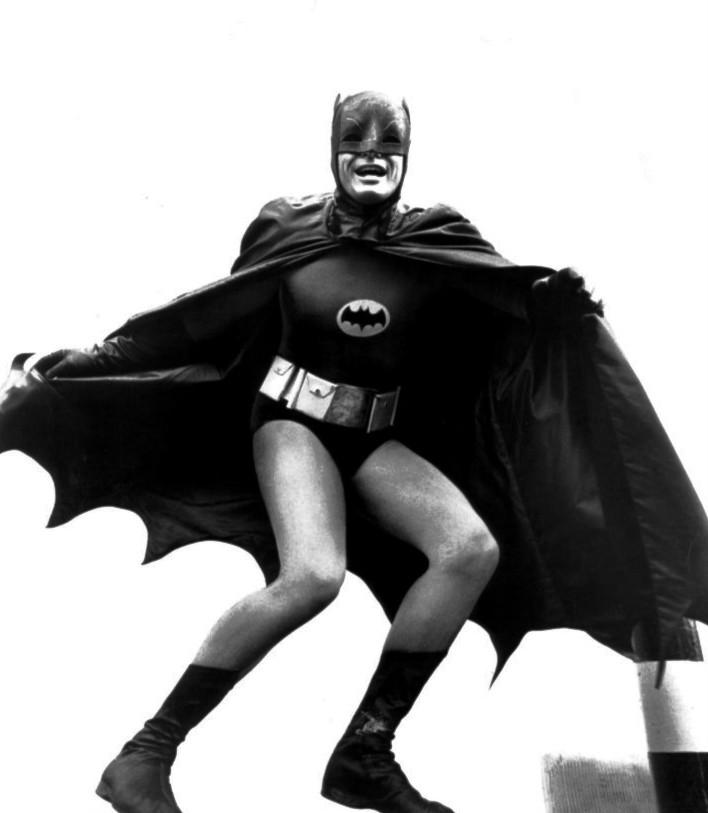
Adam West ca Batman în serialul din 1966

| An   | Titlu                                                     | Rol                               | Note          |
| ---- | --------------------------------------------------------- | --------------------------------- | ------------- |
| 1957 | Voodoo Island                                             | Weather Station #4 Radio Operator | Nemenționat   |
| 1958 | Ghost of the China Sea                                    |                                   | Nemenționat   |
| 1959 | The Young Philadelphians                                  | William Lawrence III              |               |
| 1959 | The FBI Story                                             | Man on Two Way Radio              | Nemenționat   |
| 1962 | Geronimo                                                  | Lt. John Delahay                  |               |
| 1963 | Tammy and the Doctor                                      | Dr. Eric Hassler                  |               |
| 1964 | Soldier in the Rain                                       | Captain                           |               |
| 1964 | Robinson Crusoe on Mars                                   | Colonel Dan McReady               |               |
| 1965 | The Outlaws Is Coming                                     | Kenneth Cabot                     |               |
| 1965 | Mara of the Wilderness                                    | Ken Williams                      |               |
| 1965 | The Relentless Four                                       | Ranger Sam Garrett                |               |
| 1966 | Batman                                                    | Bruce Wayne / Batman              |               |
| 1969 | The Girl Who Knew Too Much                                | Johnny Cain                       |               |
| 1971 | The Marriage of a Young Stockbroker                       | Chester                           |               |
| 1974 | Hell River                                                | Kurt Kohler                       |               |
| 1975 | The Specialist                                            | Jerry Bounds                      |               |
| 1978 | Hooper                                                    | Rolul său                         |               |
| 1980 | Warp Speed                                                | Shuttle captain                   |               |
| 1980 | The Happy Hooker Goes Hollywood                           | Lionel Lamely                     |               |
| 1983 | One Dark Night                                            | Allan McKenna                     |               |
| 1984 | Hell Riders                                               | Doctor Dave                       |               |
| 1985 | Yellow Pages                                              | Henry's Father                    |               |
| 1985 | Young Lady Chatterley II                                  | Professor Arthur Bohart Jr.       |               |
| 1986 | Zombie Nightmare                                          | Capt. Tom Churchman               |               |
| 1988 | Doin' Time on Planet Earth                                | Charles Pinsky                    |               |
| 1988 | Return Fire                                               | Carruthers                        |               |
| 1988 | Night of the Kickfighters                                 | Carl McMann                       |               |
| 1989 | Mad About You                                             | Edward Harris                     |               |
| 1990 | Omega Cop                                                 | Prescott                          |               |
| 1991 | Maxim Xul                                                 | Professor Marduk                  |               |
| 1994 | The New Age                                               | Jeff Witner                       |               |
| 1995 | Run for Cover                                             | Senator Prescott                  |               |
| 1996 | The Size of Watermelons                                   | Rolul său                         |               |
| 1997 | American Vampire                                          | The Big Kahuna                    |               |
| 1997 | Redux Riding Hood                                         | Leonard Fox (voce)                | Scurtmetraj   |
| 1997 | Joyride                                                   | Harold                            |               |
| 1999 | Drop Dead Gorgeous                                        | Rolul său                         |               |
| 2001 | Seance                                                    | Homeless Man / Angel              |               |
| 2003 | Baadasssss!                                               | Bert                              |               |
| 2003 | Return to the Batcave: The Misadventures of Adam and Burt | Rolul său                         | Film TV       |
| 2004 | Tales from Beyond                                         | Jay                               |               |
| 2005 | Aloha, Scooby-Doo!                                        | Jared Moon (voce)                 | Direct-pe-DVD |
| 2005 | Stewie Griffin: The Untold Story                          | Mayor Adam West (voce)            | Direct-pe-DVD |
| 2005 | Buckaroo: The Movie                                       | Judge Werner                      |               |
| 2005 | Chicken Little                                            | Ace (voce)                        |               |
| 2005 | Angels with Angles                                        | Alfred the Butler                 |               |
| 2007 | Sexina: Popstar P.I.                                      | The Boss                          |               |
| 2007 | Meet the Robinsons                                        | Unchiul Art (voce)                |               |
| 2009 | Ratko: The Dictator's Son                                 | Kostka Volvic                     |               |
| 2009 | Super Capers: The Origins of Ed and the Missing Bullion   | Manbat / Cab Driver               |               |
| 2015 | Scooby-Doo! and the Beach Beastie                         | Sandy Blake (voce)                | Direct-pe-DVD |
| 2016 | Batman: Return of the Caped Crusaders                     | Bruce Wayne / Batman (voce)       |               |
| 2017 | Batman vs. Two-Face                                       | Bruce Wayne / Batman (voce)       | Lansat postum |

### Televiziune
| An         | Titlu                                                   | Rol                                                     | Note                                                        |
| ---------- | ------------------------------------------------------- | ------------------------------------------------------- | ----------------------------------------------------------- |
| 1954–1955  | The Philco Television Playhouse                         | Ham Ector                                               | 3 episoade                                                  |
| 1958–1959  | 77 Sunset Strip                                         | Jim Beck / Lonnie Drew / Ernest Detterback              | 3 episoade                                                  |
| 1959       | Grand Jury                                              | Fenway                                                  | Episodul: "The Big Boss"                                    |
| 1959       | Lawman                                                  | Doc Holliday                                            | Episodul: "The Wayfarer"                                    |
| 1959       | Sugarfoot                                               | Doc Holliday / Frederick Pulaski                        | 2 episoade                                                  |
| 1959       | Cheyenne                                                | Ashley Claiborn                                         | Episodul: "Blind Spot"                                      |
| 1959       | Bronco                                                  | Major Carter                                            | Episodul: "The Burning Springs"                             |
| 1959       | Colt .45                                                | Doc Holliday / Marshal Joe Benjamin / Sgt. Ed Kallen    | 3 episoade                                                  |
| 1959       | Maverick                                                | George Henry Arnett / Rudolph St. Cloud / Vic Nolan     | 3 episoade                                                  |
| 1959       | Hawaiian Eye                                            | George Nolen                                            | Episodul: "The Quick Return"                                |
| 1959       | Bourbon Street Beat                                     | Deputy                                                  | Episodul: "The Black Magnolia"                              |
| 1960       | Johnny Midnight                                         | Jake Hill                                               | Episodul: "The Villain of the Piece"                        |
| 1960       | Overland Trail                                          | Wild Bill Hickok                                        | Episodul: "Westbound Stage"                                 |
| 1960       | Goodyear Theatre                                        | David                                                   | Episodul: "All in the Family"                               |
| 1960       | Westinghouse Desilu Playhouse                           | Johnny Cinderella                                       | Episodul: "Murder Is a Private Affair"                      |
| 1961–1963  | Laramie                                                 | Kett Darby / Deputy                                     | 2 episoade                                                  |
| 1961       | Tales of Wells Fargo                                    | Steve Daco                                              | Episodul: "The Has-Been"                                    |
| 1961       | Bonanza                                                 | Frank Milton                                            | Episodul: "The Bride"                                       |
| 1961–1962  | Perry Mason                                             | Pete Norland / Dan Southern                             | 2 episoade                                                  |
| 1961       | Michael Shayne                                          | Dave Owens                                              | Episodul: "Date with Death"                                 |
| 1961       | The Rifleman                                            | Christopher Rolf                                        | Episodul: "Stopover"                                        |
| 1961       | Guestward, Ho!                                          | Larry Crawford                                          | Episodul: "Bill, the Fireman"                               |
| 1961–1962  | The Detectives                                          | Det. Sgt. Steve Nelson                                  | 30 episoade                                                 |
| 1962       | The Beachcomber                                         | Huckabee                                                | Episodul: "Captain Huckabee's Beard"                        |
| 1963       | The Real McCoys                                         | Buzz Cooper                                             | Episodul: "The Crop Duster"                                 |
| 1963       | Gunsmoke                                                | Emmett                                                  | Episodul: "Ash"                                             |
| 1964       | Petticoat Junction                                      | Dr. Clayton Harris                                      | 2 episoade                                                  |
| 1964       | The Outer Limits                                        | Major Charles 'Chuck' Merritt                           | Episodul: "The Invisible Enemy"                             |
| 1964       | Bewitched                                               | Kermit                                                  | Episodul: "Love Is Blind"                                   |
| 1965       | The Virginian                                           | Sam Loomis                                              | Episodul: "Legend for a Lawman"                             |
| 1966–1968  | Batman                                                  | Bruce Wayne / Batman                                    | 120 episoade                                                |
| 1966       | The Milton Berle Show                                   | Batman                                                  | Episode #1.2                                                |
| 1968       | The Big Valley                                          | Major Jonathan Eliot                                    | Episodul: "In Silent Battle"                                |
| 1971       | Night Gallery                                           | Mr. Hyde                                                | Episodul: "With Apologies to Mr. Hyde"                      |
| 1972       | Primus                                                  | Jenson                                                  | Episodul: "Sea Serpent"                                     |
| 1972       | Alias Smith and Jones                                   | Brubaker                                                | Episodul: "The Men That Corrupted Hadleyburg"               |
| 1972       | The Eyes of Charles Sand                                | Dr. Paul Scott                                          | Film TV                                                     |
| 1972       | This Is the Life                                        | GI Hank Mathes                                          | Episodul: "The Revenge of Cho Lin"                          |
| 1972       | Mannix                                                  | Jonathan Forsythe                                       | Episodul: "A Puzzle for One"                                |
| 1973       | Poor Devil                                              | Dennis Crawford                                         | Film TV                                                     |
| 1974       | Emergency!                                              | Vic Webster                                             | Episodul: "The Bash"                                        |
| 1975       | Nevada Smith                                            | Frank Hartlee                                           | Film TV                                                     |
| 1976       | Shazam!                                                 | Hercules (voce)                                         | Episodul: "Out of Focus"                                    |
| 1976       | Alice                                                   | Mr. Turner                                              | Episodul: "Sex Education"                                   |
| 1977       | The New Adventures of Batman                            | Bruce Wayne / Batman (voce)                             | 16 episoade                                                 |
| 1977       | Police Woman                                            | Morgan                                                  | Episodul: "Guns"                                            |
| 1978       | Operation Petticoat                                     | Steve Fleming                                           | Episodul: "Bless You, My Sub"                               |
| 1978       | Tarzan and the Super 7                                  | Bruce Wayne / Batman (voce)                             |                                                             |
| 1978       | The American Girls                                      |                                                         | Episodul: "The Beautiful People Jungle"                     |
| 1979       | Legends of the Superheroes                              | Bruce Wayne / Batman                                    | 2 episoade                                                  |
| 1979       | Big Shamus, Little Shamus                               | Harley Morgan                                           | Episodul: "The Loser"                                       |
| 1980, 1984 | Fantasy Island                                          | Frank McKenna / Philip Breem                            | 2 episoade                                                  |
| 1980       | For the Love of It                                      | Jock Higgins                                            | Film TV                                                     |
| 1981       | Warp Speed                                              | Captain Lofton                                          | Film TV                                                     |
| 1981       | Time Warp                                               | Col. Ed Westin                                          | Film TV                                                     |
| 1982       | Laverne & Shirley                                       | Edgar Garibaldi                                         | Episodul: "The Gymnast"                                     |
| 1983       | I Take These Men                                        | Craig Wyler                                             | Film TV                                                     |
| 1983       | The Love Boat                                           | Bob Williams                                            | Episodul: "Doc's Big Case/Senior Sinners/A Booming Romance" |
| 1983       | Hart to Hart                                            | David Stockwood                                         | Episodul: "Love Game"                                       |
| 1984       | Super Friends: The Legendary Super Powers Show          | Bruce Wayne / Batman (voce)                             | 8 episoade                                                  |
| 1985       | The Super Powers Team: Galactic Guardians               | Bruce Wayne / Batman (voce)                             | 8 episoade                                                  |
| 1986       | The Last Precinct                                       | Captain Rick Wright                                     | 8 episoade                                                  |
| 1987       | Murder, She Wrote                                       | Wade Talmadge                                           | Episodul: "Death Takes a Dive"                              |
| 1990       | Zorro                                                   | Dr. Henry Wayne                                         | Episodul: "The Wizard"                                      |
| 1990       | The Flash                                               | Hippy Guy                                               | Episodul: "Child's Play"                                    |
| 1991       | Lookwell                                                | Ty Lookwell                                             | Pilot                                                       |
| 1992       | The Ben Stiller Show                                    | Rolul său                                               | Episodul: "With Colin Quinn"                                |
| 1992       | Batman: The Animated Series                             | Simon Trent / The Gray Ghost (voce)                     | Episodul: "Beware the Gray Ghost                            |
| 1992       | Rugrats                                                 | Captain Blasto (voce)                                   | Episodul: "Superhero Chuckie"                               |
| 1992, 2002 | The Simpsons                                            | Rolul său / Batman (voci)                               | 2 episoade                                                  |
| 1993       | Danger Theatre                                          | Capt. Mike Morgan                                       | 4 episoade                                                  |
| 1993       | Tales from the Crypt                                    | Chapman                                                 | Episodul: "As Ye Sow"                                       |
| 1994       | The Good Life                                           | Rolul său                                               | Episodul: "John Hurts His Leg or Tales from the Crip"       |
| 1994       | The Critic                                              | Rolul său (voce)                                        | Episodul: "Eyes on the Prize"                               |
| 1994       | Nurses                                                  | Mr. Greer                                               | Episodul: "All the Pretty Caseys"                           |
| 1994       | Space Ghost Coast to Coast                              | Rolul său                                               | Episodul: "Batmantis"                                       |
| 1995       | The Adventures of Pete & Pete                           | Principal Ken Schwinger                                 | 2 episoade                                                  |
| 1995       | Muscle                                                  | Jim Atkinson                                            | Episode #1.5                                                |
| 1995       | Hope and Gloria                                         | Rolul său                                               | Episodul: "Who's Poppa?"                                    |
| 1995       | Lois & Clark: The New Adventures of Superman            | Jerry Retchen                                           | Episodul: "Whine, Whine, Whine"                             |
| 1995       | Burke's Law                                             |                                                         | Episodul: "Who Killed the Toy Maker?"                       |
| 1995       | The Clinic                                              | Horton Van Hoon                                         | 5 episoade                                                  |
| 1996       | Goosebumps                                              | The Galloping Gazelle (voce)                            | 2 episoade                                                  |
| 1996       | Weird Science                                           | Rolul său                                               | Episodul: "Strangers in Paradise"                           |
| 1997       | Pauly                                                   | Rolul său                                               | Episodul: "Spies Like Us"                                   |
| 1997       | The Wayans Bros.                                        | TV Host                                                 | Episodul: "The Black Widower"                               |
| 1997       | Murphy Brown                                            | Rolul său                                               | Episodul: "Hero Today, Gone Tomorrow"                       |
| 1997, 2004 | Johnny Bravo                                            | Rolul său (voce)                                        | 2 episoade                                                  |
| 1997       | Animaniacs                                              | Spruce Wayne / Caped Crusader (voce)                    | Episodul: "Boo Wonder"                                      |
| 1998       | Jenny                                                   | Rolul său                                               | Episodul: "A Girl's Gotta Hang with a Celebrity"            |
| 1998–1999  | The Secret Files of the Spy Dogs                        | Dog Zero / Leonardo da Vinci (voci)                     | 22 episoade                                                 |
| 1998       | Diagnosis: Murder                                       | Bruce Blazer                                            | Episodul: "Write, She Murdered"                             |
| 1998       | Histeria!                                               | Ernest Hemingway (voce)                                 | 2 episoade                                                  |
| 1998       | NewsRadio                                               | Rolul său                                               | Episodul: "Clash of the Titans"                             |
| 1999       | Pacific Blue                                            | Macon Dean                                              | Episodul: "Stargazer"                                       |
| 2000–2018  | Family Guy                                              | Mayor Adam West (voce)                                  | 117 episoade                                                |
| 2001       | Black Scorpion                                          | Dr. Noah Goddard / Breathtaker                          | 5 episoade                                                  |
| 2001       | The Drew Carey Show                                     | Mitch                                                   | Episodul: "Hotel Drew"                                      |
| 2003       | Kim Possible                                            | Timothy North / Fearless Ferret (voce)                  | Episodul: "The Fearless Ferret"                             |
| 2003       | The Mullets                                             | Rolul său                                               | Episodul: "Silent But Deadly"                               |
| 2003–2017  | The Fairly OddParents                                   | Rolul său / Catman (voce)                               | 10 episoade                                                 |
| 2003       | The Bronx Bunny Show                                    | Rolul său                                               | 1 episode                                                   |
| 2004       | Monster Island                                          | Dr. Harryhausen                                         | Film TV                                                     |
| 2004–2006  | The Batman                                              | Mayor Marion Grange (voce)                              | 7 episoade                                                  |
| 2005       | The King of Queens                                      | Rolul său                                               | Episodul: "Shear Torture"                                   |
| 2005       | The Boondocks                                           | R. Kelly's Lawyer (voce)                                | Episodul: "The Trial of Robert Kelly"                       |
| 2007       | George Lopez                                            | Jonathon K. Martin                                      | 2 episoade                                                  |
| 2008       | Guiding Light                                           | Rolul său                                               | 1 episode                                                   |
| 2009       | 30 Rock                                                 | Rolul său                                               | Episodul: "Apollo, Apollo"                                  |
| 2010       | SpongeBob SquarePants                                   | Young Mermaid Man (voce)                                | Episodul: " Back to the Past"                               |
| 2010       | Batman: The Brave and the Bold                          | Proto-Bot / Thomas Wayne (voci)                         | 2 episoade                                                  |
| 2011       | The Super Hero Squad Show                               | Nighthawk (voce)                                        | Episodul: "Whom Continuity Would Destroy!"                  |
| 2011–2012  | Jake and the Never Land Pirates                         | Wise Old Parrot (voci)                                  | 3 episoade                                                  |
| 2015, 2017 | Penn Zero: Part-Time Hero                               | Captain Super Captain / Professor Evil Professor (voci) | 4 episoade                                                  |
| 2015       | Robot Chicken DC Comics Special III: Magical Friendship | 60's Batman / Robber (voci)                             | Television special                                          |
| 2015       | Moonbeam City                                           | Razzle Novak (voce)                                     | Episodul: "Stuntstravaganza"                                |
| 2016       | The Big Bang Theory                                     | Rolul său                                               | Episodul: "The Celebration Experimentation"                 |
| 2017       | Powerless                                               | Narrator (voce) / Chairman Dean West                    | 2 episoade                                                  |

### Jocuri video
| An   | Titlu                                  | Rol                                         |
| ---- | -------------------------------------- | ------------------------------------------- |
| 1997 | Goosebumps: Attack of the Mutant       | The Galloping Gazelle                       |
| 2003 | XIII                                   | General Carrington                          |
| 2005 | Scooby-Doo! Unmasked                   | Winslow Stanton                             |
| 2006 | Family Guy Video Game!                 | Mayor Adam West                             |
| 2006 | Disney's Chicken Little: Ace in Action | Ace                                         |
| 2007 | Meet the Robinsons                     | Uncle Art                                   |
| 2012 | Family Guy: Back to the Multiverse     | Mayor Adam West                             |
| 2013 | Grand Theft Auto V                     | 1st Guard                                   |
| 2014 | Lego Batman 3: Beyond Gotham           | Rolul său / Classic Batman / The Gray Ghost |

## Legături externe
- Adam West la Internet Movie Database
- Adam West la TCM Movie Database
- Adam West la Allmovie
- Adam West la Find a Grave
- That Time Adam West Had a Conversation With Himself on 'Batman' on Hollywood Reporter
- Holy Día de los Muertos, Batman! Adam West Honored in Old Town on Times of San Diego
- Adam West, Straight-Faced Star of TV's 'Batman,' Dies at 88 on Hollywood Reporter
- Adam West fans mourn the loss of Batman under the Bat signal in Los Angeles  on Los Angeles Times
- Adam West – a life in pictures on The Guardian